# 吳雄志
吳雄志（1975年—），男，四川眉山人，中国腫瘤科專家，專注於腫瘤研究。天津醫科大學教授，腫瘤學專業與中西醫結合專業博士生導師，天津市南開醫院副院長，中國人民解放軍總醫院客座教授，天津市醫藥師協會中西醫結合專業委員會主任委員，TMR出版集團總編，國際期刊Traditional Medicine Research主編，中醫網路教育太湖學堂創辦人。曾任世界中醫聯合會臨床科研統計專業委員會理事會副會長、中國中醫藥資訊學會臨床研究分會副會長、世界中醫聯合會腫瘤精準治療分會副會長、中國康復醫學會腫瘤復健分會副會長。

## 著作

### 傷寒系列叢書
- 《傷寒雜病論研究》
- 《重訂傷寒雜病論研究》上 下冊
- 《傷寒匯通》
- 《鏡心齋校注傷寒輪》
- 《傷寒傳習錄》
- 《重訂傷寒輪大字誦讀版》

### 中醫基礎、中醫系列叢書
- 《中醫生理學》
- 《中醫免疫學》
- 《中醫藥理學》
- 《中醫脈學原理》
- 《中醫診法抓獨法》
- 《中醫診法截斷法》
- 《中藥藥證學》
- 《針灸六經法要》

### 中醫各家學說係列叢書
- 《溫病研究·伏邪》
- 《溫病研究·濕熱病》
- 《各家學說·攻下》
- 《脾胃病學》上 下冊
- 《中醫各家學說·溫陽研究》

### 腫瘤學
- 《腫瘤六經辯證》
- 《消化系統腫瘤醫案集》

### 經典書籍
- 《華陽經》
- 《內經選萃》
- 《火病原理》
- 《莊子新解‧死生》
- 《心經通解》

### 文學小說類
- 《源夢記》
- 《西江月》
- 《放翁傳奇》